# Chiaki Watanabe
Chiaki Watanabe es una deportista japonesa que compitió en natación sincronizada. Ganó tres medallas en el Campeonato Mundial de Natación, en los años 2001 y 2003.

## Palmarés internacional
| Campeonato Mundial | Campeonato Mundial | Campeonato Mundial | Campeonato Mundial |
| Año                | Lugar              | Medalla            | Prueba             |
| ------------------ | ------------------ | ------------------ | ------------------ |
| 2001               | Fukuoka (Japón)    | Medalla de plata   | Equipo             |
| 2003               | Barcelona (España) | Medalla de oro     | Combinación libre  |
| 2003               | Barcelona (España) | Medalla de plata   | Equipo             |